# أستريد كومبرنوس
أستريد كومبرنوس (بالألمانية: Astrid Kumbernuss) هي رامية جلة وقرص ألمانية ولدت في يوم 5 فبراير 1970 في بلدة غرفسمولن في ألمانيا الشرقية، مثلت ألمانيا الشرقية وثم ألمانيا الاتحادية، أبرز إنجازاتها هو فوزها بالميدالية الذهبية في دورة الألعاب الأولمبية الصيفية 1996 في أتالانتا في رمي الجلة، كما فازت بالميدالية البرونزية في دورة الألعاب الأولمبية الصيفية 2000 في سيدني، فازت أيضاً بثلاثة ميداليات في بطولات العالم 1995 في غوتنبيرغ، و 1997 في أثينا، و 1999 في إشبيلية.

## روابط خارجية
- أستريد كومبرنوس على موقع الاتحاد الدولي لألعاب القوى (الإنجليزية)
- أستريد كومبرنوس على موقع اللجنة الأولمبية الدولية (الإنجليزية)
- أستريد كومبرنوس على موقع أوليمبيديا (الإنجليزية)